# Charlotte Gainsbourg

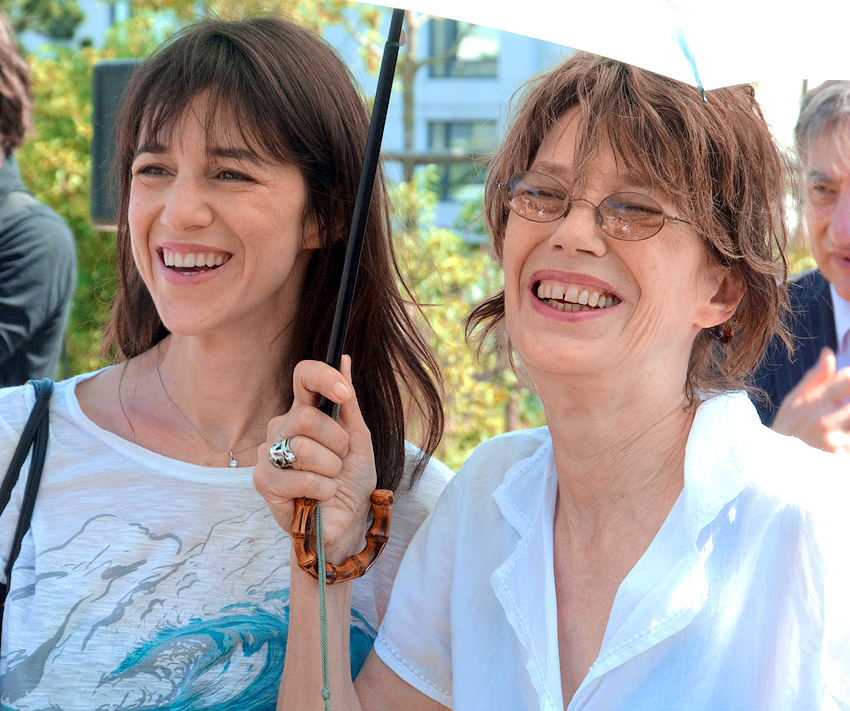
Charlotte Gainsbourg împreună cu mama Jane Birkin în 2010

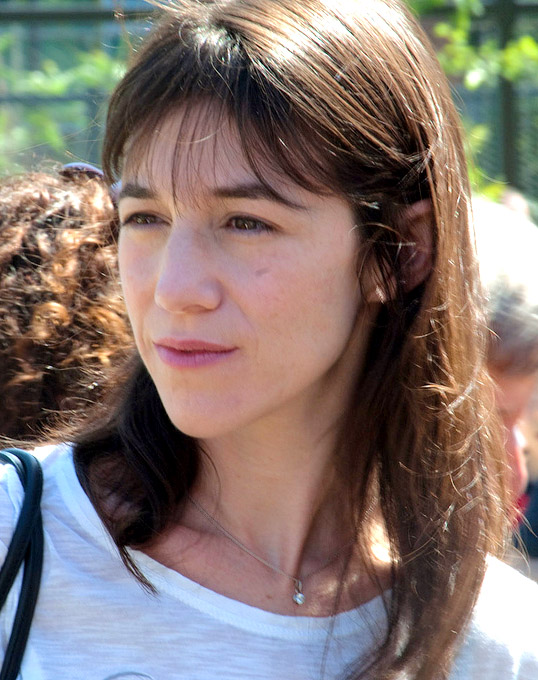
Charlotte Gainsbourg în 2010

Charlotte Gainsbourg, născută Charlotte Lucy Ginsburg, (n. 21 iulie 1971, Greater London, Anglia, Regatul Unit) este o actriță și cântăreață franco-britanică. 
Printre cele mai cunoscute filme ale sale se numără Îndrăzneața (1985), 21 de grame (2003), Copacul (2010) și Melancholia (2011). 

## Biografie
Gainsbourg este fiica șansonetistului⁠(d) și actorului francez Serge Gainsbourg (1928-1991) și a actriței britanice Jane Birkin (1946-2023). Are două surori vitrege, fotografa Kate Barry (1967–2013) și actrița Lou Doillon (n. 1982), precum și un frate vitreg, muzicianul Lulu Gainsbourg. Bunica ei maternă a fost actrița Judy Campbell (1916–2004).
Gainsbourg a primit primul ei rol în filmul Cuvinte și muzică, lansat în 1984, la vârsta de doisprezece ani, prin mama ei, Jane Birkin. Doi ani mai târziu, a primit premiul César pentru cea mai bună actriță tânără pentru interpretarea din filmul Îndrăzneața (1985) de Claude Miller. A doua ei colaborare cu Miller în Micuța hoață (1988), bazată pe un scenariu de François Truffaut, i-a adus prima ei nominalizare la César la categoria Cea mai bună actriță trei ani mai târziu.
Pentru filmul Kung-fu Master (1988) de Agnès Varda, a stat în fața camerei de filmare împreună cu mama ei, sora ei vitregă mai mică Lou Doillon și fiul lui Agnès Varda, Mathieu Demy. Au jucat o familie în care mama singură se îndrăgostește de colegul de școală al fiicei sale mai mari. Filmul a fost turnat printre altele, în casa părinților lui Jane Birkin, în Anglia. Cântecul Lemon Incest și filmul Charlotte for Ever lansat în 1986, când Charlotte avea doar cincisprezece ani, au ajuns pe prima pagină a ziarelor. Filmul tratează dragostea erotică dintre tată și fiică, incestul. Tatăl ei Serge, care nu a fost doar autorul, ci și regizorul și actorul principal al filmului, a făcut furori cu scenele sale îndrăznețe cu propria-i fiică. Filmul din 1993 Grădina de ciment, bazat pe romanul omonim al lui Ian McEwan și regizat de unchiul ei Andrew Birkin, a avut și el tema despre incest, de data aceasta între frați.
Charlotte Gainsbourg a format un cuplu de film de mai multe ori cu Yvan Attal, pentru prima dată în Răpire din dragoste de Eric Rochant în 1991 și în Amoureuse de Jacques Doillon în 1992. În 1996, au apărut împreună în comedia Love etc. a lui Marion Vernoux. În 2001 și 2004, au urmat lucrările de regie ale lui Attal, Soția mea este actriță și Ils se marièrent et eurent beaucoup d'enfants, în care a jucat Gainsbourg.
În 2000, Gainsbourg a primit un alt César, de data aceasta pentru Cea mai bună actriță în rol secundar în debutul regizoral al lui Danièle Thompson, La Bûche (1999). De fapt, trebuia să joace rolul principal în filmul Together You Are Less Alone (2007) dar deoarece s-a rănit grav într-un accident de schi nautic în timp ce filma în SUA, a trebuit să ia o pauză la filmări de un an. În locul ei a fost aleasă Audrey Tautou.
În toamna anului 2008, a filmat thrillerul de groază Antichrist alături de Willem Dafoe sub regia lui Lars von Trier, ceea ce i-a adus premiul pentru actorie la a 62-a ediție a Festivalului de Film de la Cannes, Premiul Bodil și o nominalizare la Premiul Filmului European. A primit și alte nominalizări la Premiul European de Film pentru colaborarea sa reînnoită cu Lars von Trier: în 2011 pentru Melancholia, unde a fost văzută ca sora pragmatică a lui Kirsten Dunst, și în 2014 pentru filmul Nymphomaniac, controversat din cauza scenelor sale de sex în care a întruchipat o nimfomană.
În 2012, Gainsbourg a fost numită în juriul competiției la cea de-a 62-a ediție a Festivalului Internațional de Film de la Berlin. În 2017, a fost acceptată în Academia Americană a Artelor și Științelor Filmului (AMPAS), care acordă anual premiile Oscar.[4] Ea a fost nominalizată din nou la Premiul César pentru cea mai bună actriță în 2018 pentru interpretarea sa de actorie din La Promesse de l'aube de Éric Barbier.

## Filmografie selectivă

### Anii 1980
- 1984 Cuvinte și muzică (Paroles et Musique), regia Élie Chouraqui : Charlotte Marker
- 1985 Îndrăzneața (L'Effrontée), regia Claude Miller : Charlotte Castang
- 1985 La Tentation d'Isabelle, regia Jacques Doillon : l'enfant
- 1986 Charlotte for Ever, regia Serge Gainsbourg : Charlotte
- 1987 Jane B. de Agnes V. (Jane B. par Agnès V.), regia Agnès Varda : fiica lui Jane
- 1988 Kung-fu Master, regia Agnès Varda : Lucy / la fille de Mary-Jane
- 1988 Micuța hoață (La Petite Voleuse), regia Claude Miller : Janine Castang

### Anii 1990
- 1990 Soare chiar și noaptea (Sole anche di notte), regia Paolo și Vittorio Taviani : Matilda[17]
- 1991 Merci la vie, regia Bertrand Blier : Camille Pelleveau
- 1991 Aux yeux du monde, regia Éric Rochant : Juliette Mangin
- 1992 Amoureuse, regia Jacques Doillon : Marie
- 1993 Cement Garden (The Cement Garden), regia Andrew Birkin : Julie
- 1994 Grosse Fatigue, regia Michel Blanc : propriul rol
- 1996 Anna Oz, regia Éric Rochant : Anna Oz
- 1996 Love etc., regia Marion Vernoux : Marie
- 1996 Jane Eyre, regia Franco Zeffirelli : Jane Eyre [17]
- 1999 Suspicion (The Intruder), regia David Bailey : Catherine Girard
- 1999 Buturuga (La Bûche), regia Danièle Thompson : Milla Robin [17]

### Anii 2000
- 2001 Félix et Lola, regia Patrice Leconte : Lola [17]
- 2001 Soția mea este actriță (Ma femme est une actrice), regia Yvan Attal ; Charlotte
- 2003 21 de grame (21 Grams), regia Alejandro González Iñárritu : Mary Rivers
- 2004 Ils se marièrent et eurent beaucoup d'enfants, regia Yvan Attal : Gabrielle
- 2005 L'un reste, l'autre part, regia Claude Berri : Judith
- 2005 Leming (Lemming), regia Dominik Moll : Bénédicte Getty [17]
- 2006 Mireasă de împrumut (Prête-moi ta main), regia Éric Lartigau : Emma
- 2006 Golden Door, regia Emanuele Crialese : Lucy Reed
- 2006 Știința viselor (La Science des rêves), regia Michel Gondry : Stéphanie [17]
- 2007 I'm Not There, regia Todd Haynes : Claire
- 2009 The City of Your Final Destination}}, regia James Ivory : Arden Langdon
- 2009 Antichrist, regia Lars von Trier : Elle
- 2009 Persécution, regia Patrice Chéreau : Sonia

### Anii 2010
- 2010 Copacul (L'Arbre), regia Julie Bertuccelli : Dawn
- 2011 Melancholia, regia Lars von Trier : Claire
- 2012 Confession d'un enfant du siècle, regia Sylvie Verheyde : Brigitte
- 2012 Do Not Disturb, regia Yvan Attal : Lilly
- 2013 Nymphomaniac, regia Lars von Trier : Joe
- 2014 Jacky au royaume des filles, regia Riad Sattouf : la colonelle
- 2014 Son épouse, regia Michel Spinosa : Catherine de Rosa
- 2014 Trois Cœurs, regia Benoît Jacquot : Sylvie Berger
- 2014 Samba, regia Éric Toledano și Olivier Nakache : Alice
- 2014 L'Incomprise, regia Asia Argento : Yvonne Casella, mama
- 2015 Every Thing Will Be Fine, regia Wim Wenders : Kate
- 2016 Ziua Independenței: Renașterea (Independence Day: Resurgence), regia Roland Emmerich : Catherine Marceaux
- 2016 Ils sont partout, regia Yvan Attal : Mathilde Bensoussan
- 2016 Dark Murders (Dark Crimes), regia Alexandros Avranas : Kasia
- 2016 Norman, regia Joseph Cedar : Alex(andra) Green
- 2017 Les Fantômes d'Ismaël, regia Arnaud Desplechin : Sylvia
- 2017 Le Bonhomme de neige (The Snowman), regia Tomas Alfredson : Rakel
- 2017 La Promesse de l'aube, regia Éric Barbier : Nina Kacew
- 2018 Seuls sur Terre (I Think We're Alone Now), regia Reed Morano : Violet
- 2019 Mon chien Stupide, regia Yvan Attal : Cécile Mohen

### Anii 2020
- 2020 Suzanna Andler, regia Benoît Jacquot : Suzanna Andler
- 2021 Les Choses humaines, regia Yvan Attal : Claire
- 2021 Sundown, regia Michel Franco : Alice Bennett
- 2021 Jane par Charlotte (documentar), regia Charlotte Gainsbourg : ea însăși
- 2022 Les Passagers de la nuit, regia Mikhaël Hers : Élisabeth
- 2022 The Pale Blue Eye, regia Scott Cooper : Patsy
- 2022 The Almond and the Seahorse, regia Celyn Jones : Toni
- 2023 La Vie pour de vrai, regia Dany Boon : Violette
- 2024 Nous, les Leroy, regia Florent Bernard : Sandrine Leroy
- 2024 Belle, regia Benoît Jacquot : Cléa
- 2025 The Phoenician Scheme, regia Wes Anderson : prima soție

## Albume discografice
- 1986 Charlotte for Ever
- 2006 5:55
- 2009 IRM
- 2011 Stage Whisper[20]
- 2017 Rest[21][22]
- 2022 Soundwalk Collective cu Charlotte Gainsbourg – Lovotic[23]

## Premii și nominalizări
- Premiile Bodil
  - 2009 – Cea mai bună actriță pentru Antichrist
  - 2012 – Nominalizare la Cea mai bună actriță în rol secundar pentru Melancholia
- Festivalul filmului de la Cannes
  - 2009 – Cea mai bună actriță pentru Antichrist
- Premiile César
  - 1986 – César pentru cea mai promițătoare actriță pentru Îndrăzneața
  - 1989 – Nominalizare la César pentru cea mai bună actriță pentru Love etc.
  - 2000 – César pentru cea mai bună actriță în rol secundar pentru Buturuga
  - 2007 – Nominalizare la Cea mai bună actriță pentru Mireasă de împrumut
  - 2011 – Nominalizare la Cea mai bună actriță pentru Copacul
- Premiile Academiei Europene de Film
  - 2009 – Nominalizare la Cea mai bună actriță europeană pentru Antichrist
  - 2011 – Nominalizare la Cea mai bună actriță europeană pentru Melancholia
- Premiile Robert
  - 2010 – Nominalizare la Cea mai bună actriță pentru Antichrist
  - 2012 – Cea mai bună actriță în rol secundar pentru Melancholia
- Sant Jordi Award
  - 2009 – Miglior attrice straniera per Antichrist
- Premiul Saturn
  - 2012 – Nominalizare la Cea mai bună actriță în rol secundar pentru Melancholia
- Scream Award
  - 2009 – Nominalizare la Cea mai bună actriță pentru Antichrist